# Hydrocotyle triflora
Hydrocotyle triflora är en växtart i släktet Hydrocotyle och familjen araliaväxter.
Arten förekommer i sydöstra Brasilien. Den beskrevs av José Mariano da Conceição Vellozo 1829, men dess status som giltig art är oklar.